# Kamenisty (île)
L'île Kamenisty (en russe Остров Каменистый, en français l'« île rocheuse ») est une petite île russe du groupe des îles Vostotchnye faisant elles-mêmes parties de l'archipel Nordenskiöld. Elle se trouve dans la mer de Kara.

## Géographie
L'île, de petite taille, est située à environ 200 mètres à l’est de l'île Bianki.

## Protection
Comme le reste de l’archipel, elle fait partie de la réserve naturelle du Grand Arctique depuis 1993.

## Sources